# Giải bóng đá vô địch quốc gia Turkmenistan 1996
Giải bóng đá vô địch quốc gia Turkmenistan 1996 hay Ýokary Liga 1996 là mùa giải thứ năm của giải bóng đá chuyên nghiệp Turkmenistan. Có 8 đội tham gia năm 1996. Giải đấu không được hoàn thành đầy đủ và Nisa Ashkhabad là đội vô địch.

## Kết quả
| Vị thứ | Đội bóng            | St | T  | H | B  | BT-BB | Đ  |
| ------ | ------------------- | -- | -- | - | -- | ----- | -- |
| 1      | Nisa Aşgabat        | 32 | 26 | 5 | 1  | 95-21 | 83 |
| 2      | Köpetdag Aşgabat    | 31 | 23 | 5 | 3  | 76-12 | 74 |
| 3      | Ekskawatorçy Çärjew | 33 | 19 | 3 | 11 | 40-33 | 60 |
| 4      | Merw Mary           | 32 | 16 | 4 | 12 | 61-34 | 52 |
| 5      | Turan Daşoguz       | 29 | 15 | 7 | 7  | 43-33 | 52 |
| 6      | Nebitçi Nebit-Dag   | 32 | 13 | 6 | 13 | 39-43 | 45 |
| 7      | Pakhtachi Çärjew    | 32 | 10 | 3 | 19 | 35-72 | 33 |
| 8      | Büzmeýin            | 33 | 9  | 6 | 18 | 28-52 | 33 |